# Patalene (bướm đêm)
Patalene là một chi bướm đêm thuộc họ Geometridae. There 3 species in the Nearctic region.